# Edward Larrabee Adams
Edward Larrabee Adams  (* 16. März 1878 in New York City; † 3. Dezember 1957 in Ann Arbor) war ein US-amerikanischer Romanist und Provenzalist.

## Leben und Werk
Adams studierte an der Harvard University bei Charles Hall Grandgent, sowie von 1902 bis 1903 bei Gaston Paris in Paris. 1907 promovierte er mit Teilen der Arbeit Word-formation in Provençal (New York 1913, 1967; 607 Seiten).

Seine Karriere als Hochschullehrer verlief ausschließlich an der University of Michigan in Ann Arbor. Dort war er Instructor (1904), Assistant Professor (1913), Associate Professor (1921) und von 1928 bis 1948 Full Professor am Department of Romance Languages, wo er über die Emeritierung hinaus weiterlehrte.

Adams lehrte ab 1914 Altprovenzalisch.